# Кастаньяр-де-Ібор
Кастаньяр-де-Ібор (ісп. Castañar de Ibor) — муніципалітет в Іспанії, у складі автономної спільноти Естремадура, у провінції Касерес. Населення — 1198 осіб (2010).
Муніципалітет розташований на відстані близько 170 км на південний захід від Мадрида, 85 км на схід від Касереса.

## Демографія
Динаміка населення (INE ):

## Галерея зображень

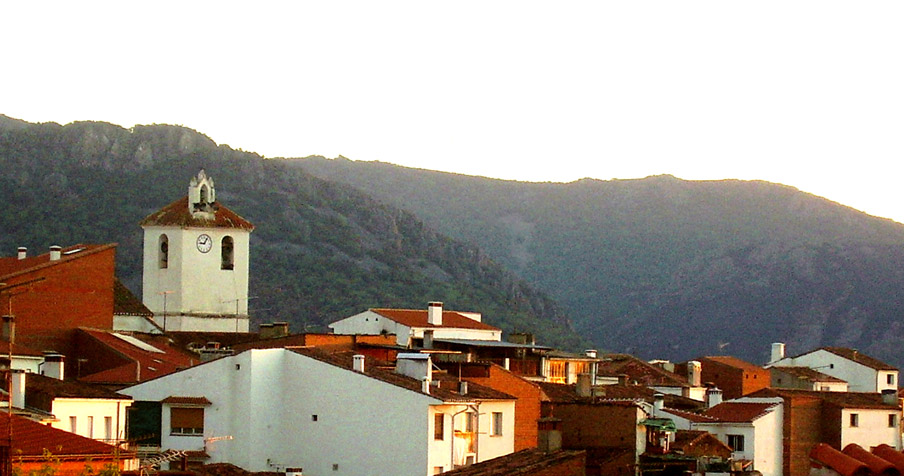
Кастаньяр-де-Ібор